# Philip B. Coulter
Philip Brooks Coulter (* 27. Februar 1939 in Elizabethtown, Kentucky; abgekürzt: Philip B. Coulter) ist ein US-amerikanischer Politologe und war Professor für Politikwissenschaft, zuletzt an der University of New Orleans (UNO).

## Bildung
1961 machte Coulter seinen Bachelor of Arts (B.A.) in Politikwissenschaft und Englisch am Centre College. Von 1961 bis 1962 absolvierte er 24 Graduate-Hours (graduate hours) am Department of Political Science der University of Kentucky. Er promovierte (Ph.D.) 1966 in Politologie am Rockefeller College of Public Affairs and Policy der State University of New York at Albany.

## Werdegang

### Akademisch
Coulter war Lehrer (instructor) für Regierung (especially: Landesregierung [Regierung der einzelnen Bundesstaaten] sowie Metropolenpolitik) am Department of Political Science der University of Massachusetts Amherst/UMass Amherst (1964–1966). Er war Assistant-Professor (1966–1970) und Associate-Professor (1970–1975) an der UMass Amherst. Am Department of Political Science des College of Liberal Arts der Purdue University in West Lafayette (Indiana) war Coulter Professor für Politikwissenschaft (1976–1978). Er war Professor für Politologie an der University of Alabama (UA) in Tuscaloosa (1978–1990). Er hatte den Lehrstuhl am Department of Political Science des College of Arts and Sciences der UA inne (1978–1985). Coulter ist Gründer und war Direktor des Institute for Social Science Research (ISSR) des College of Arts and Sciences der UA (1985–1990). Er war Professor für Politikwissenschaft an der UNO (1990–2006). Eine Dekade lang war er der Dekan des College of Liberal Arts (COLA) der UNO (1990–2000) und er war der Rektor des Associate for International Programs der UNO (2000–2002). Coulter war der Dekan des College of Urban and Public Affairs (CUPA; heute: Center for Urban and Public Affairs [CUPA], College of Planning and Urban Studies) der UNO (2004–2006).

### Anderweitig
Von Januar bis August 1971 war Coulter Gastprofessor am Department of Public Administration des Institute for Social Science (ISS) der Erasmus-Universität Rotterdam in den Niederlanden. Er war senior political scientist am Research Triangle Institute (RTI) von 1975 bis 1976. Im Sommer 2003 war Coulter Professor an der University of New Orleans im Zusammenhang mit dem Glories of France Program in Montpellier in Frankreich.

## Mitgliedschaften
Er ist Mitglied der The American Political Science Association (APSA).

## Auszeichnungen
Er erhielt die folgenden Ehrungen:
- Outstanding Academic Book Award (for Political Voice), The Association of College & Research Libraries;
- Distinguished Alumnus Award, Rockefeller College of Public Affairs & Policy, State University of New York at Albany;
- William E. Mosher and Frederick C. Mosher Award (für den besten Artikel im Public Administration Review), American Society of Public Administration.[1]

## Werke

### Bücher
- Als Herausgeber: Politics of Metropolitan Areas. Thomas Y. Crowell, New York City 1967. 497 S.
- Social Mobilization and Liberal Democracy: A Macroquantitative Analysis of Global and Regional Models. D. C. Heath and Co., Lexington (Massachusetts) 1975. ISBN 978-0-6699-8053-0. 212 S.
- Als Mitherausgeber und Koautor mit Terry Busson: Policy Evaluation for Local Government. Greenwood Press, Westport (Connecticut) 1987. ISBN 978-0-3132-5953-1. 286 S.
- Political Voice: Citizen Demand for Urban Public Services, Tuscaloosa. University of Alabama Press, Tuscaloosa (Alabama) 1988.
- Measuring Inequality. A Methodological Handbook. Westview Press, Boulder (Colorado) 1989. ISBN 978-0-8133-7726-1. 204 S.

### Aufsätze
- „Democratic Political Development: A Systemic Model Based on Regulative Policy“, Development and Change, (im Auftrag von: International Institute of Social Studies/ISS, Erasmus-Universität Rotterdam) 3, 1, Herbst 1971, S. 25–62.
- „Policy Science: The Perspective of Policy Research Institutes“, Policy Studies Journal, 6, 3, University of Colorado Denver März 1978, S. 238–45.
- „Organizational Effectiveness in the Public Sector: The Example of Municipal Fire Protection“, Administrative Science Quarterly, 24, 1, März 1979, S. 65–82.
- Mit Patrick R. Cotter und Jeffrey Cohen: „Race-of-Interviewer Effects in Telephone Interviews“, Public Opinion Quarterly, 46, 2, Sommer 1982, S. 278–284.
- Mit Karin Brown: „Subjective and Objective Measures of Police Service Delivery“, Public Administration Review, 43, 1, Januar/Februar 1983, S. 50–59.
- Mit Terry Pittman: „Measuring Who Gets What: A Mathematical Model of Maldistribution“, Political Methodology (seit 1986: Political Analysis), 9, 3, 1983, S. 215–234.
- „Inferring the Distributional Effects of Bureaucratic Decision Rules“, Policy Studies Journal, 12, 2, University of Colorado Denver, Dezember 1983, S. 347–55.
- Mit Terry Busson (von Policy Evaluation for Local Government): Ein Symposium im Policy Studies Journal, 12, 2, University of Colorado Denver Dezember 1983, S. 271–385.
- „There’s a Madness in the Method: Redefining Citizen Contacting of Government Officials“, Urban Affairs Quarterly, 28, 2, Dezember 1992, S. 297–316.